# Róbert Kisuczky
Róbert Kisuczky (né le 26 février 1938 à Budapest en Hongrie et mort le 14 août 1965 dans la même ville) est un joueur de football hongrois, qui évoluait en tant qu'attaquant.
Il est surtout connu pour avoir terminé meilleur buteur du championnat de Hongrie durant la saison 1959 avec 15 buts (à égalité avec les joueurs Tivadar Monostori et Lajos Tichy).